# Кайрпре Кромм

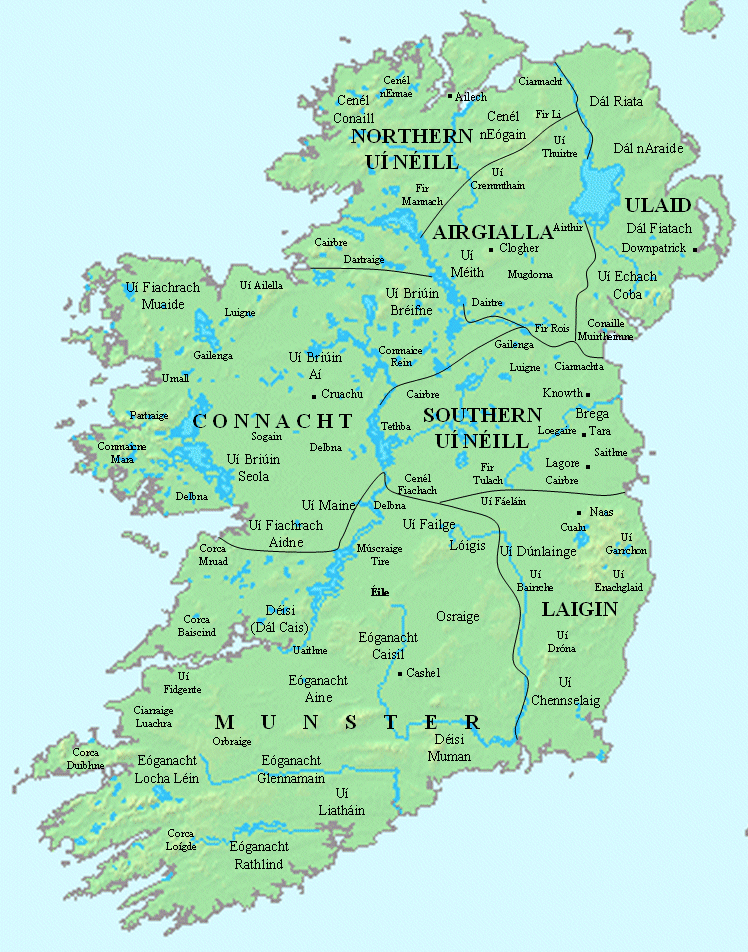
Ирландия в Раннее Средневековье

Кайрпре Кромм (др.‑ирл. Coirpre Cromm; умер в 579 или 580) — король Мунстера (до 579 или 580 года) из рода Глендамнахских (Глендамайнских) Эоганахтов.

## Биография
Кайрпре Кромм был одним из сыновей Кримтанна Срема, основателя Глендамнахской (или Глендамайнской) ветви Эоганахтов. Владения этого рода в Раннее средневековье охватывали близлежащие с горам Галти территории. Резиденция правителей Глендамнахских Эоганахтов находилась в окрестностях современного Глануэрта. Своё прозвище — Кромм (лат. Cromm) — Кайрпре, согласно ирландской саге, цитируемой в «Истории Ирландии» автора XVII века Джеффри Китинга, получил за свою образованность, приобретённую ещё в юности в монастырской общине Кромглайс.
После смерти отца, двадцать лет владевшего престолом Мунстера, Кайрпре Кромм сам получил власть над этим королевством. Дата этого события точно не известна, так как из-за противоречивости свидетельств средневековых исторических источников невозможно составить точно датированную цепь преемственности правителей Мунстера V—VI веков. В «Анналах Тигернаха» Кайрпре Кромм впервые назван правителем Мунстера в записях 542 года. По мнению современных историков, в действительности, упоминаемые в этой записи события должны датироваться 547 годом. Однако в сообщении этих же анналов о смерти Кайрпре в 577 году упоминается о семнадцати годах правления того Мунстером, что должно датировать получение им власти над этим королевством 559 или 560 годом. Вероятно, подтверждением более поздней, чем 547 год, даты вступления Кайрпре Кромма на престол является и упоминание в «Анналах Тигернаха» в 549 году (в анналах — 545 год) мунстерского короля Кормака мак Айллелы, которого Джеффри Китинг причислял к представителям рода Уи Лиатайн. В трактате же «Laud Synchronisms» Кайрпре наделён двадцатью двумя годами правления, что относит получение им власти над Мунстером к периоду 556—558 годов. Свидетельство же Джеффри Китинга о том, что Кайрпре занимал мунстерский престол всего три года, вероятно, является ошибочным. О правлении Кайрпре Кромма в Мунстере также упоминается в «Лейнстерской книге» и в ирландской саге «История обнаружения Кашела».
В 573 году Кайрпре Кромм одержал победу над королём Миде Колманом Младшим в сражении при Фемен (в Бреге). Его противник обратился в бегство, оставив на поле боя множество своих убитых воинов. В «Анналах Инишфаллена» даже ошибочно сообщается о том, что король Миде сам погиб в этом сражении. Неизвестно точно, какой из двух населённых пунктов под названием Фемен был местом сражения: или находившийся вблизи Тары, или располагавшийся около Кашела. Возможно, сражение было следствием междоусобий среди Уи Нейллов. О воинской доблести и храбрости Кайрпре упоминается и в труде Джеффри Китинга.
В ирландских преданиях Кайрпре Кромм выступает как покровитель христианских церквей своего королевства. В «Мунстерской книге» и «Истории Ирландии» Джеффри Китинга сообщается о том, что Кайрпре подарил Клойн святому Колману, основавшему там монастырь.
Кайрпре Кромм был женат на Кумман. Детьми от этого брака были Федлимид мак Кайрпри Круймм, так же как и его отец владевший престолом Мунстера, и Аэд Фланн Катрах, от которого пошли все последующие Глендамнахские Эоганахты. После смерти Кайрпре его вдова Кумман сочеталась вторым браком с Федлимидом мак Тигернайгом из Ратлендских Эоганахтов, тем самым обеспечив того законными правами претендовать на мунстерский престол.
Кайрпре Кромм скончался в 579 или в 580 году. В сообщениях «Анналов Инишфаллена» об этом событии он назван «королём Кашела». Возможно, наделение Кайрпре таким титулом свидетельствует о том, что его власть не распространялась на всю территорию Мунстера. После смерти Кайрпре королевский престол перешёл к Фергусу Раздору из Эоганахтов из Айртир Хлиах.